# 경전차
경전차(輕戰車)는 전차의 종류 중 하나로 비교적 소형이고 가벼운 것을 말한다.

## 개요
제1차 세계 대전 당시부터 운용되었는데, 얇은 장갑을 지니고, 1정 내지 2정의 기관총으로만 무장해서 보병들을 지원했다. 제2차 세계 대전때부터 소구경 전차포(37mm~40mm 사이)와 차량 탑재용 기관총 등이 탑재되어 기존의 장갑차와 중전차의 사이에 속했으며, 장갑차보다 강한 장갑과 화력을 지녀서 장갑차 대용으로 운용했다. 현재 대부분이 105mm 전차주포를 사용하면서 공수부대용, 지원용 등으로 운용되고 있다.

## 2차 세계대전
| - M2 경전차 - M3 스튜어트 경전차 - M22 로커스트 - M24 채피 - 마먼-헤링턴 CTLS-미국의 수출용 전차. - 비커스 6톤 경전차 - 테트라크 전차 - 7TP-폴란드군이 영국의 비커스E를 개량하여 독일에 대항해 싸운 전차. - T-19 경전차 - T-37 경전차-세계 최초의 수륙양용전차. | - 1호 전차 - 2호 전차 - 35(t) 전차 - 38(t) 전차 - 피아트 3000 - 피아트 L3/35 - 피아트 L6/40 |

### 현대의 경전차
현대에도 경전차라는 개념은 사라지지 않았으며, 공수부대용, 대전차용, 전면 지원용 경량 전차를 사용하는 국가들이 더러 있는데, 현재는 대부분 퇴역했지만, 의외로 상당한 전과를 올렸다.
- M551 셰리던 - 미합중국이 사용하던 경전차이다. 그러나 미합중국의 새로운 정책에서 M551은 경전차로 분류될 수 없었고, "장갑 장착/공수 습격 차량"으로 언급되었다.
- M10 부커 - 2020년대에 미합중국이 개발하였다. M2 브래들리를 대체하려는 목적으로 만든 것에서 알 수 있듯, IFV 또는 돌격포로 분류되어 있으나 일부 군사 전문가 및 군사 미디어에서는 그 외관 때문에 경전차로 부르고 있다.[1][2]
- AMX-13 - 프랑스의 경전차이다. 요동포탑으로 유명하다.
- SK-105 퀴라시어 - 오스트리아의 대전차자주포 겸 경전차이다. 또한 SK-105는 105mm 강선포를 사용한다.
- FV107 시미터 - 영국의 경전차이다.
- TAM - 아르헨티나의 주력전차이다.
- PT-85 - 조선민주주의인민공화국의 수륙양용 경전차이다. 또한 북한의 공식 제식명칭은 "82식 경전차".
- 62식 경전차 - 중화인민공화국의 59식 전차를 경량화시킨 모델이다.

## 사진

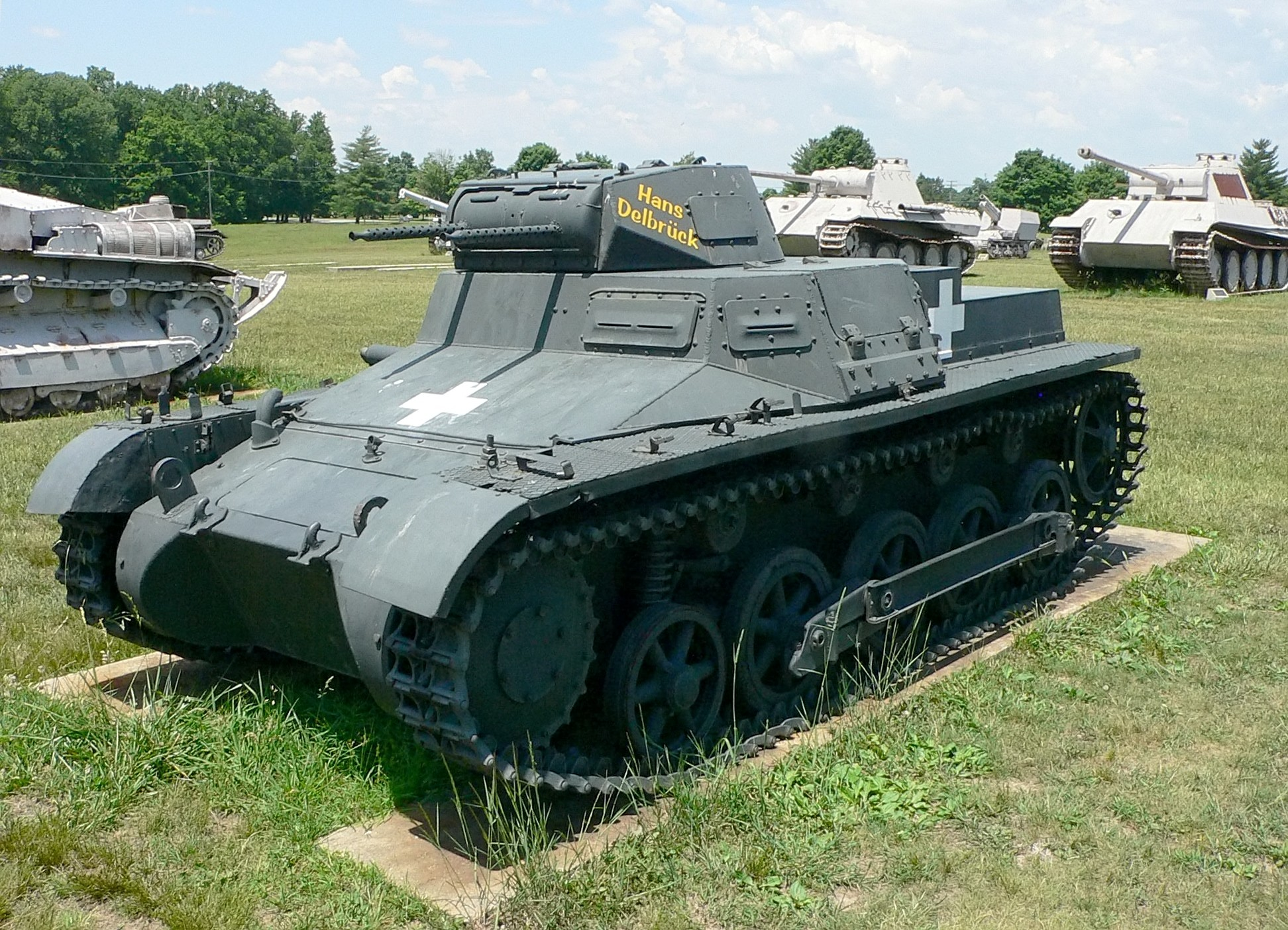
1호 전차(PzKpfw I)
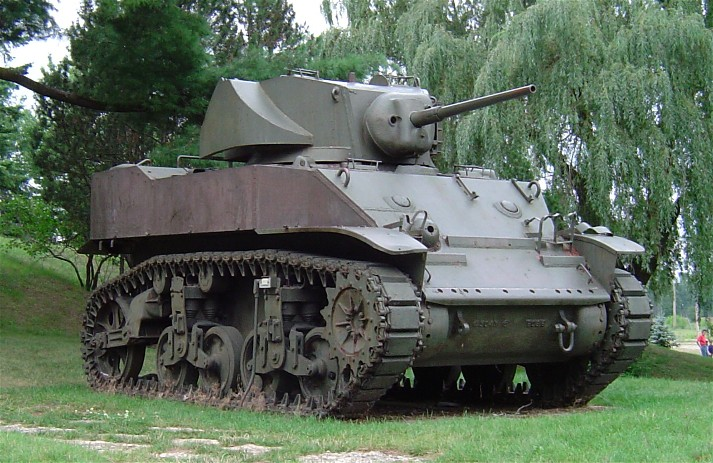
M3 스튜어트  경전차
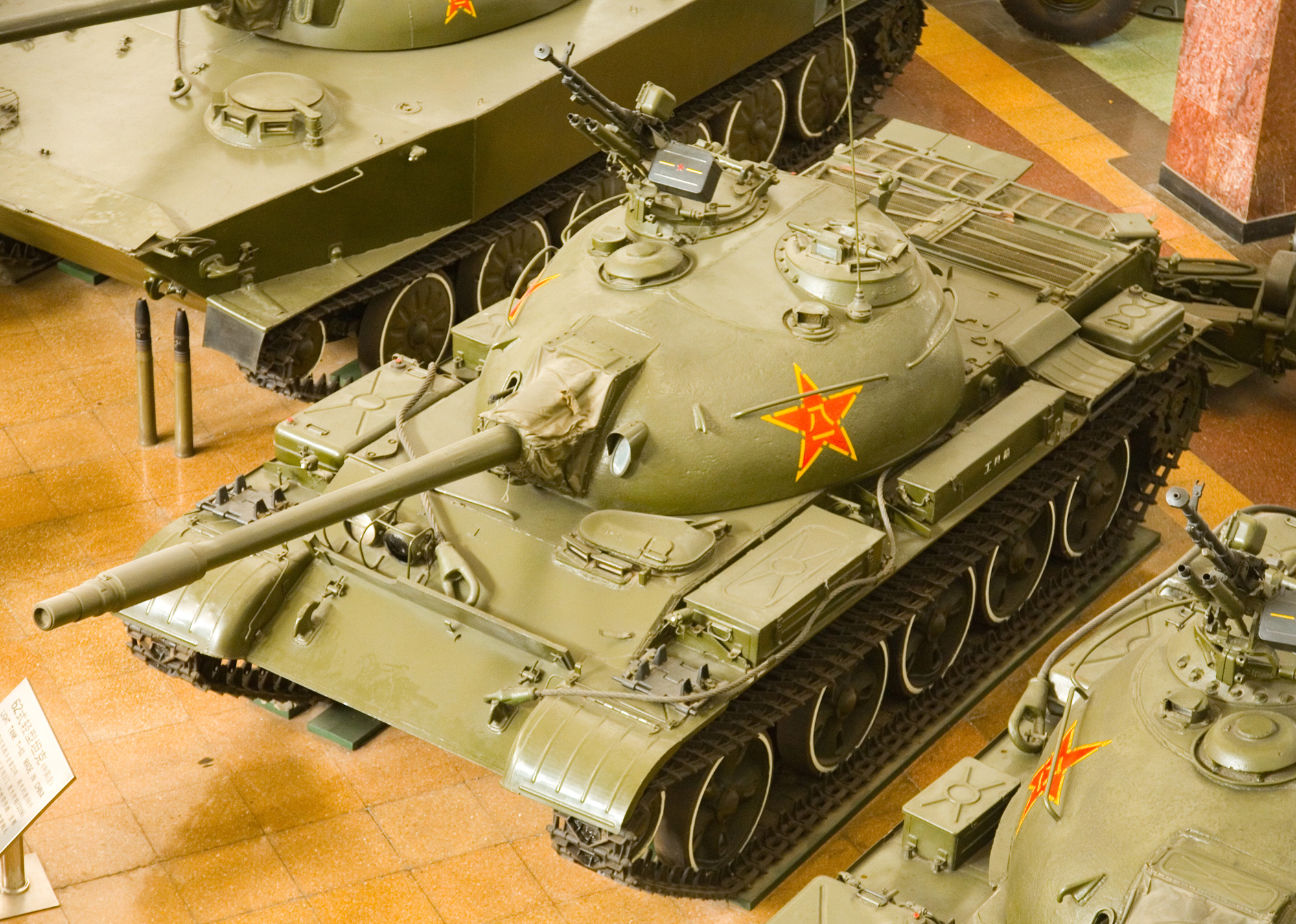
중국 인민해방군의 62식 경전차.

## 같이 보기
- 전차
- 중형전차
- 중전차
- 구축전차

1. ↑  Winkle, Davis (2023년 6월 22일). “The Army’s M10 Booker is a tank. Prove us wrong.”. 《Military Times》.
2. ↑  Atherton, Kelsey D. (2022년 9월 9일). “Everything to know about the Army's new 38-ton light tank”. 2023년 3월 6일에 확인함.